# Capela de Nossa Senhora das Neves (Salvador)
A Capela de Nossa Senhora das Neves é uma igreja católica romana do século XVI, localizada na Ilha de Maré, na Baía de Todos os Santos, Bahia, Brasil. A ilha é administrativamente parte da cidade de Salvador. A capela é dedicada à Virgem Maria e pertence à Arquidiocese de São Salvador da Bahia. Está localizada à meia altura de uma colina. A igreja foi listada como uma estrutura histórica pelo Instituto do Patrimônio Histórico e Artístico Nacional (IPHAN) em 1958.

## História
Apesar de não possuir registros da data de construção, estima-se que sua inauguração foi em 1552, construída por Bartolomeu Fernandes Pires, integrada com a fazenda de cana-de-açúcar e engenho de André Fernandes Margalho e Bartolomeu Fernandes Pires. Ambos eram militares e possuíam engenhos em Ilha da Maré (Bartolomeu) e Ilha de Mataripe (André).
É uma das igrejas mais antigas do Brasil. Em 1587 já tinha sido mencionada por Gabriel Soares de Sousa, fazendo referência ao engenho de André Fernandes Margalho, e a capela do engenho.
A Capela de Nossa Senhora das Neves foi listada como uma estrutura histórica pelo IPHAN em 1958. Tanto a estrutura quanto seu acervo foram incluídos na lista de tombamento do IPHAN sob a inscrição número 574.

## Arquitetura
A Capela de Nossa Senhora das Neves possui uma arquitetura bem simples, com característica arquitetônica religiosa das capelas românicas italianas dos séculos XII e XIII, que até o século XIV ainda era muito comum em Portugal. Entretanto apresenta alguns diferenciais que sobressaem com relação às demais capelas da sua época, como a nave e a capela-mor com abóbodas de berço de pedra.
A nave da igreja foi feita de alvenaria de pedra, estreita, medindo apenas 6 metros por 15 metros. Posteriormente foram incluídos espaços laterais adjuntos à nave central, estes já feitos de alvenaria de tijolo. Estes espaços foram implementados depois de 1722, pois não constam no Santuário Mariano, documento escrito por Frei Agostinho de Santa Maria com as descrições das igrejas/capelas. A tribuna voltada para a capela-mor também foi posterior a esta data.
Em sua fachada principal encontra-se uma porta e óculo, além de uma sineira em arcada, revestida de louças. Esta sineira provavelmente foi implementada no século XIX.
Em seu interior guarda uma imagem de Nossa Senhora das Neves, feita de madeira de cedro, mencionada no Santuário Mariano (1722).